# Арааль
Арааль (ісп. Arahal) — муніципалітет в Іспанії, у складі автономної спільноти Андалусія, у провінції Севілья. Населення — 19 335 осіб (2010).
Муніципалітет розташований на відстані близько 390 км на південний захід від Мадрида, 42 км на схід від Севільї.
На території муніципалітету розташовані такі населені пункти: (дані про населення за 2010 рік)
- Арааль: 18998 осіб
- Ла-Хіронда: 93 особи
- Лас-Монхас: 171 особа
- Санта-Ело: 13 осіб
- Вальєверде: 60 осіб

## Демографія
Динаміка населення (INE ):

## Уродженці
- Фернандо Вега (*1984) — іспанський футболіст, захисник.

## Галерея зображень

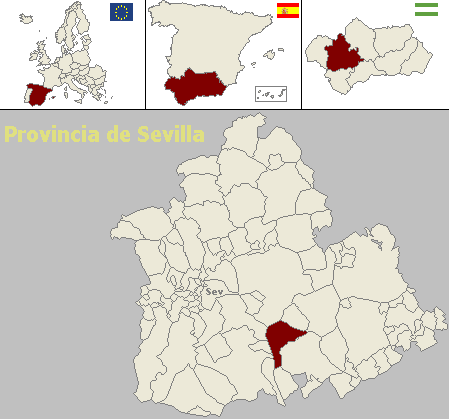
Розташування муніципалітету Арааль у провінції Севілья
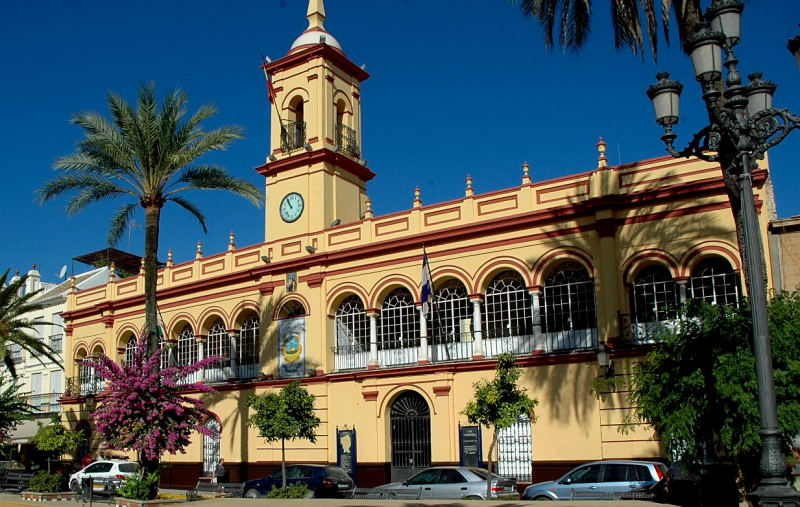
Муніципальна рада